# Anton Iwanowitsch Lossew
Anton Iwanowitsch Lossew (russisch Антон Иванович Лосев; * 2. Januarjul. / 13. Januar 1765greg. in Irkutsk; † 22. Novemberjul. / 4. Dezember 1829greg. ebenda) war ein russischer Geodät, Architekt und Kartograf.

## Leben
Lossew besuchte die Irkutsker Navigationsschule mit Abschluss 1777 als Korporal. 1779 wurde er Geodäsie-Sergeant und Navigationslehrling und 1781 Assistent des Architekten der Provinz Irkutsk und Obergeodät.
Lossew vermaß den Baikalsee, die Lena (1785–1786) und die Selenga. Er erstellte Karten des Baikalsees, die Karten aller Ujesds und eine Reihe von Generalkarten der Statthalterschaft Irkutsk, die 1796 das Gouvernement Irkutsk wurde. Er beteiligte sich an der geographischen Aufteilung Sibiriens von Westen nach Osten.
In den Jahren 1785–1792 erarbeitete Lossew eine topografische Beschreibung der Statthalterschaft Irkutsk. Dafür hatte er entsprechende Fragebögen an alle Ujesd-Städte verteilt.

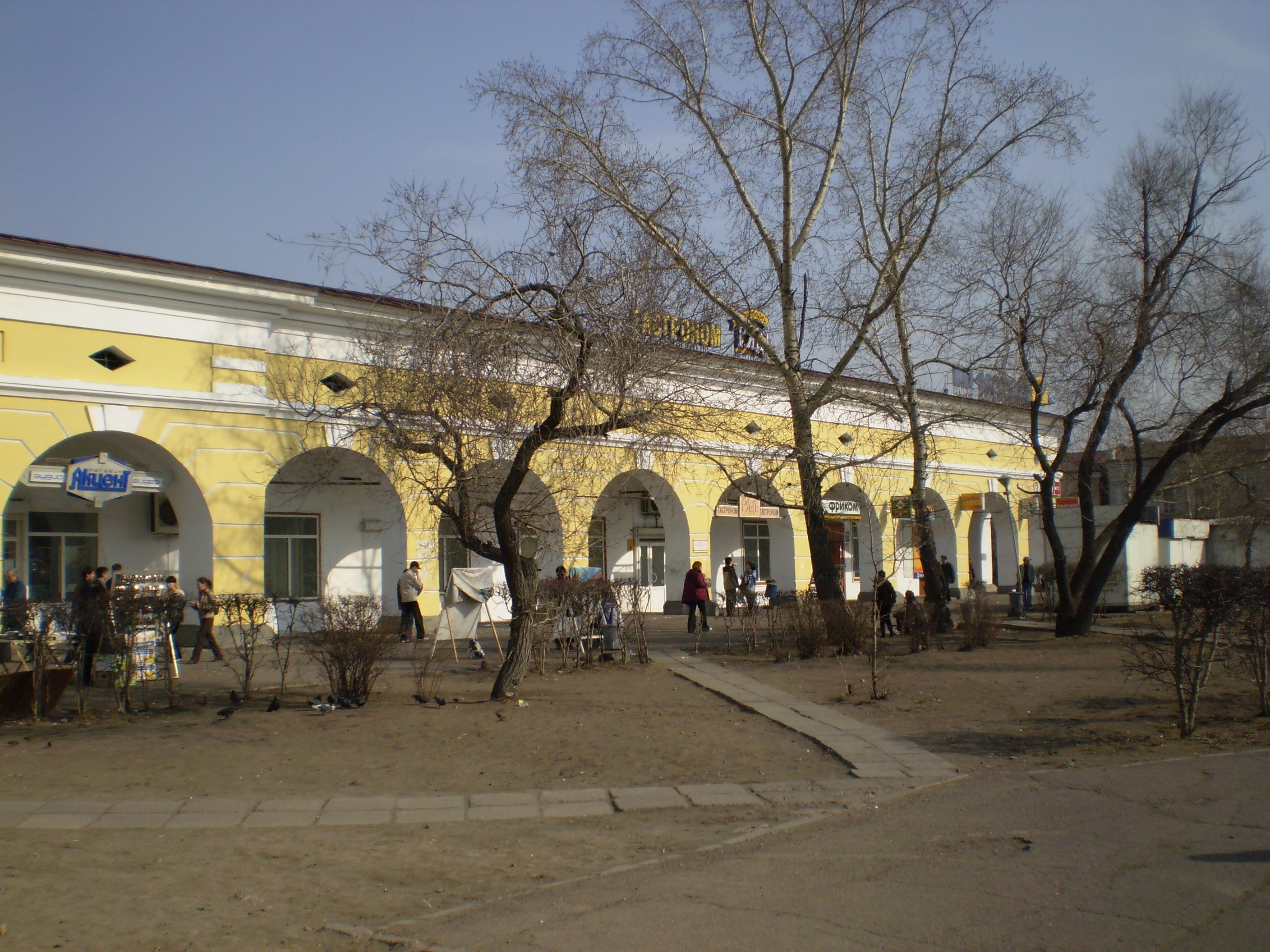
Werchneudinsker Handelshofreihe (Südseite)

Ab 1799 war Lossew der Irkutsker Gouvernementsarchitekt. Er war Mitglied der Kaiserlichen Freien Ökonomischen Gesellschaft zu Sankt Petersburg. 1805 stellte er seine Beschreibung des  Gouvernements Irkutsk vor. Er plante eine Veröffentlichung in vier Bänden. Von 1805 bis 1810 führte er in Irkutsk die regelmäßigen meteorologischen Beobachtungen durch. Einen Überblick über die Geschichte des Gouvernements Irkutsk und der angrenzenden Länder und die dortigen Altertümer verfasste er 1812. Der zweite Band der geographischen und statistischen Beschreibung des Gouvernements Irkutsk erschien 1819, der geschichtliche Informationen über die Städte  des Gouvernements enthielt.
Als Architekt führte er viele Bauprojekte durch, die nicht oder nur stark verändert erhalten sind. In Werchneudinsk wurde 1803 nach seinem Projekt ein Handelshof mit Läden für die Händler gebaut, der jetzt ein Architektur-Denkmal ist. Daraus entstand durch stetige Erweiterung bis 1856  die Handelshofreihe.

## Ehrungen, Preise
- Orden des Heiligen Wladimir IV. Klasse (1822)[3]